# Veniliornis chocoensis
Veniliornis chocoensis (лат.)  — вид птиц из семейства дятловых.

## Распространение
Обитают в Колумбии и Эквадоре.

## Описание
Длина тела взрослой особи 15-16 см. Голова оливкового цвета. У самцов корона красная, у взрослых самок — пыльно-оливковая. Хвост коричневатый. Верхняя часть крыльев зелёная, нижняя кремово-коричневая.

## Вокализация
Издаваемые птицей звуки включают острые вскрики пик, более мягкие куип, ноты вика-вика, а также нежные звуки, напоминающие погремушку.
МСОП присвоил виду охранный статус NT. Считается, что угрозу для него представляет сведение лесов.